# The End (film, 2024)
Pour les articles homonymes, voir The End.
Pour plus de détails, voir Fiche technique et Distribution.
The End est un film multinational réalisé par Joshua Oppenheimer et sorti en 2024. Il est présenté en avant-première au festival du film de Telluride.

## Synopsis
Une riche famille vit dans un abri antiatomique souterrain depuis deux décennies, après la fin du monde à laquelle les membres de cette famille ont directement contribué. Leur petite routine est perturbée par l'arrivée d'une mystérieuse femme.

## Fiche technique
Sauf indication contraire, les informations mentionnées dans cette section peuvent être confirmées par la base de données cinématographiques IMDb,  présente dans la section « Liens externes ».
- Titre original : The End
- Réalisation : Joshua Oppenheimer
- Scénario : Joshua Oppenheimer et Rasmus Heisterberg
- Musique : Joshua Schmidt et Marius de Vries
- Décors : Jette Lehmann
- Costumes :  Frauke Firl
- Photographie : Mikhaïl Kritchman
- Montage : Nils Pagh Andersen
- Production : Joshua Oppenheimer, Tilda Swinton et Signe Byrge Sørensen
- Sociétés de production : Final Cut for Real, The Match Factory et The End MFP
  - Coproduit par : Wild Atlantic Pictures, Dorje Film, Moonspun Films et Anagram
  - En association avec : Bray's Run Productions, Finite Films and TV, Iambic Dream Films, Making Movies Oy et Shoni Productions
  - Avec le soutien de : Ministero della Cultura, Det Danske Filminstitut, Den Vestdanske Filmpulje, FilmFyn, Film- und Medienstiftung NRW, Mitteldeutsche Medienförderung, Screen Ireland, Global Screen Fund, l'institut suédois du film, Film i Skåne, Nordisk Film & TV-Fond, Sicilia Film Commission et Bertha Doc Society Journalism Fund
- Sociétés de distribution : MUBI (Royaume-Uni), Neon (États-Unis)
- Budget : N/A
- Pays de production :  Danemark,  Irlande,  Allemagne,  Italie,  Royaume-Uni,  États-Unis,  Suède
- Langue originale : anglais
- Format : couleur - 1.85:1 - son : Dolby Digital
- Genre : film musical, science-fiction post-apocalyptique, fantastique
- Durée : 148 minutes
- Dates de sortie[2] :
  - États-Unis : 31 août 2024 (festival de Telluride)
  - États-Unis : 6 décembre 2024 (sortie limitée en salles)

## Distribution
- Tilda Swinton : la mère
- Michael Shannon : le père
- George MacKay : le fils
- Moses Ingram : la fille
- Bronagh Gallagher : l'ami
- Tim McInnerny : le majordome
- Lennie James : le docteur
- Danielle Ryan : Mary

## Production
En octobre 2021, il est annoncé que Joshua Oppenheimer va développer un nouveau film avec la société de production américain Neon, avec Tilda Swinton, George MacKay et Stephen Graham dans les rôles principaux. En mars 2023, Moses Ingram, Michael Shannon, Bronagh Gallagher, Tim McInnerny et Lennie James sont également annoncés. Michael Shannon remplace finalement Stephen Graham,.
Le tournage débute en Irlande en mars 2023. Les prises de vues ont également lieu en Italie et en Allemagne,,. La production reçoit 480 000 € du fonds européen Eurimages.

## Sortie et accueil
Sur le site d'agrégation de critiques Rotten Tomatoes, le film obtient 58% d'avis favorables, pour 40 critiques et une note moyenne de 6,1⁄10. Sur le site Metacritic, qui utilise une moyenne pondérée, le film obtient la note de 70⁄100 pour 17 critiques.